# Cultural Regions of the United States
Cultural Regions of the United States – książka Raymonda D. Gastila wydana w 1975. Zaproponował on nowy podział Stanów Zjednoczonych na regiony kulturowe. Oparł się w nim na geografii, historii, ekonomii i życiu społecznym (religia, kultura).
Regiony wyodrębnione przez Gastila to:
- Nowa Anglia - jej cechy charakterystyczne to religia (dawniej purytańska, obecnie katolicka), akulturacja, szczególna rola wartości moralnych w polityce (ale o nachyleniu liberalnym), powielanie europejskiego modelu społeczeństwa klasowego;
- Metropolia Nowojorska - jej cechy to kosmopolityzm, ogromne znaczenie imigrantów (zwłaszcza nowych imigrantów), miasto zeuropeizowane (w opinii Amerykanów),
- Pensylwania - zamieszkana głównie przez amiszów, kwakrów i prezbiterianów, rozpowszechnienie formy własności ziemskiej w postaci dużych posiadłości,
- Południe - charakteryzuje się szczególnym poczuciem odrębności, zostało uformowane zwłaszcza przez wojnę secesyjną, dużą rolę odgrywa religia (Southern Batist Church), praktycznie brak katolików (nie licząc Luizjany i pozostałości francuskich kolonizacji); Południe dzieli dodatkowo na lowland South (cechy charakterystyczne to latyfundia i silnie rozwinięte niewolnictwo przed 1865), highland South (cechujące się małymi gospodarstwami i mniejszą skalą niewolnictwa przed 1865) oraz Appalachy i Ozarks,
- Środkowy Zachód - charakteryzujący się przywiązaniem do wartości moralnych; w jego ramach wyróżnia Upper Midwest, gdzie zaznaczył się wpływ osadnictwa niemieckiego i skandynawskiego, oraz Central Midwest, znajdujący się pod wpływami Południa i Nowej Anglii,
- Góry Skaliste - charakteryzujące się liczną społecznością mormońską,
- Wewnętrzny Południowy Zachód (Arizona i Nowy Meksyk) - cechujący się wpływami kultury hiszpańskiej i indiańskiej,
- Pacyficzny Południowy Zachód - cechujący się wysoce demokratycznym, liberalnym charakterem, optymizmem mieszkańców,
- Pacyficzny Północny Zachód (Washington, Idaho, Oregon) - prawie jednolity rasowo,
- Alaska,
- Hawaje.